# Daniele Pasa
Daniele Pasa (Montebelluna, 2 aprile 1965) è un allenatore di calcio ed ex calciatore italiano, di ruolo centrocampista.

## Biografia
Anche suo figlio Simone è un calciatore; mentre la figlia, Francesca è una cestista.

## Carriera

### Giocatore
Dopo aver debuttato fra i professionisti nel Montebelluna, squadra della cittadina dove è nato, nel 1984 ha fatto il grande salto fino alla Serie A, dove ha militato per tre stagioni con la maglia dell'Udinese in cui faceva da riserva a Zico che lo incoraggiava spesso in allenamento a tirare le punizioni assieme a lui.
In seguito ha giocato in diverse squadre di Serie B e Serie C, come Parma, Padova, Salernitana (con cui realizzò 12 reti in Serie B nella stagione 1990-1991), Treviso (dove fu titolare nella squadra che in due anni salì dalla Serie C2 alla Serie B, dopo aver vinto l'anno precedente all'arrivo di Pasa anche l'Interregionale), Genoa e Triestina.
In carriera ha totalizzato complessivamente 20 presenze e 4 reti in Serie A e 176 presenze e 26 reti in Serie B

### Allenatore
La prima esperienza da allenatore è al Belluno tra il 2005 e il 2007, in Serie D. Sempre in questa categoria, nella stagione 2007-2008 è stato mister del Montebelluna. Nel campionato di Serie B 2008-2009 è stato allenatore in seconda del Treviso. Nella stagione 2009-10 segue Luca Gotti alla Triestina. Esonerato dopo sole otto giornate è rimasto fermo fino a quando, nel gennaio 2011, l'Union Quinto lo ha chiamato in panchina al posto di Ermanno Tomei.
Il 18 giugno 2011 diventa il vice-allenatore del Padova al fianco di Alessandro Dal Canto. Nel giugno 2012 con l'arrivo di Fulvio Pea alla guida del Padova, viene sostituito da Andrea Tarozzi.
Il 20 marzo 2013 passa al Giorgione in Serie D e, dal giugno dello stesso anno, torna sulla panchina del Montebelluna dove viene confermato per la stagione successiva.
Nell'estate 2015 passa alla Luparense San Paolo, nuova denominazione dell'Atletico San Paolo Padova dopo il trasferimento del titolo sportivo a S. Martino di Lupari, in Serie D. Il 21 settembre, all'indomani del 2-2 con il Dro e al netto di una vittoria, un pareggio e due sconfitte maturati nei primi quattro turni di campionato, viene esonerato.
Il 15 novembre 2016, torna a sedere sulla panchina del Giorgione, questa volta in Eccellenza.
A fine campionato, dopo aver ottenuto la salvezza diretta con la compagine di Castelfranco Veneto cambia panchina, rimanendo sempre nell'Eccellenza Veneto, prendendo il posto di Mauro Tossani al Sandonà 1922, nel girone B. Nonostante la vittoria del campionato e la conseguente promozione in Serie D, non viene confermato per la stagione successiva, venendo sostituito da Giovanni Soncin.
Il 16 ottobre 2018 viene chiamato ad allenare il Treviso, militante in Eccellenza, al posto dell'esonerato Cristiano Graziano in virtù dell'ultimo posto in classifica occupata dalla formazione biancoazzurra, tornando nella città della Marca a distanza di quasi 10 anni. Viene sollevato dall'incarico il 5 novembre.
Il 28 gennaio 2020 torna per la terza volta sulla panchina del Montebelluna in Serie D. Viene confermato anche per la stagione 2020-21 ma a gennaio 2021 dopo gli scarsi risultati viene esonerato.
Dopo le esperienze in Serie D ed Eccellenza, dal 01 luglio 2022 Daniele Pasa ha sposato l'ambizioso progetto del San Gaetano Calcio, squadra del suo paese (San Gaetano (Montebelluna) che milita in Prima Categoria Veneto.

## Palmarès

### Giocatore

#### Competizioni nazionali
- Campionato italiano Serie C1: 1

Treviso: 1996-1997 (girone A)
- Serie D: 1

Pordenone: 2001-2002

### Allenatore

#### Competizioni nazionali
- Eccellenza Veneto: 1

Sandonà 1922: 2017-2018 (girone B)